# キャバレー (ミュージカル)
『キャバレー』（Cabaret ）は、1966年にブロードウェイで初演されたミュージカル。クリストファー・イシャウッドの小説を基に、ジョン・ケンダー作曲、フレッド・エブ作詞により製作された。1966年、ハロルド・プリンス演出によるブロードウェイ公演がヒットし、ロンドン公演、ニューヨーク公演のほか映画『キャバレー』も製作された。

## 概要
『キャバレー』は、イギリス出身の作家クリストファー・イシャーウッドの短編『さらばベルリン』を、イギリスの劇作家ジョン・ヴァン・ドゥルーテンが『私はカメラ』という戯曲にしたものをベースにミュージカル化された。ナチスの支配が強まるベルリンで、場末のキャバレー「キットキャットクラブ」を舞台に、歌姫のイギリス人サリーと作家志望のアメリカ人クリフとの恋と破局を描いている。ドイツ人家主フロウライン・シュナイダーと年上のユダヤ人果物店店主ヘア・シュルツの恋の行方もわきすじとして描かれている。クラブのMCが狂言回しを務める。クラブはヴァイマル共和政の政治的発展の隠喩となっている。
同年のトニー賞では最優秀ミュージカル賞、ミュージカル部門最優秀助演 男優賞（ジョエル・グレイ）など8部門を受賞、2年10ヵ月のロングラン公演となった。
1993年にはロンドンのウエスト・エンドで若手演出家サム・メンデスによってリバイバル上演され、キットキャットクラブのホスト、エムシーを前面に押し出した大胆な演出が評判となった。
1998年3月にはブロードウェイで、かつて1970年代の終わりに存在した伝説的クラブ「Studio 54」をキャバレー風に改装して「キットキャットクラブ」とした斬新なスタイルの劇場でリバイバル公演が行なわれ、同年のトニー賞で最優秀リバイバルミュージカル賞、ミュージカル部門最優秀主演男優賞（アラン・カミング）など4部門を受賞、この成功をうけて5年10ヵ月のロングラン公演となった。

## 背景
1950年代、『The Boy Friend 』の脚本および作詞作曲で成功をおさめたサンディ・ウィルソンは『私はカメラだ』のミュージカル化として『さらばベルリン』の脚本およびほとんどの曲を完成させていた。しかしウィルソンはプロデューサーのデイヴィッド・ブラックによる1951年のヴァン・ドルテンの戯曲とイシャウッドによる原作の双方の選択権には欠陥があるとして手放し、ハロルド・プリンスが獲得した。プリンスはジョー・マスタロフに脚本の執筆を任せた。プリンスとマスタロフはウィルソンの曲は1920年代後期のベルリンの本質を表現しきれていないとして、ジョン・ケンダーとフレッド・エブをこのプロジェクトの参加に招待した。
当初この新版は様々な視点からベルリンの雰囲気を表現した曲よりダイナミックな脚本が際立った。作曲家たちがシーンによって曲を分配し始めると、彼らはその物語がより伝統的なブック・ミュージカルの構造で語られることに気付き、よりあらすじに合った曲に置き換えた。イシャウッドの原作の登場人物たちも同様に変更した。男性主人公は英語を教えるアメリカ人作家となった。反ユダヤ主義の女性家主は果物屋店長のユダヤ人男性ヘア・シュルツとなった。英語の生徒2人は削除された。不快だが不可欠の登場人物である売春婦フロウライン・コストとナツィ・エルンスト・ルードヴィヒは1人にまとめられた。このミュージカルでは、いかがわしいキットカット・ク ラブのデカダンスなレヴュー、クラブ内での物語の双方が描かれた。
ブロードウェイでの上演前、ボストンでの公演のための最後のリハーサルにおいて、ジェローム・ロビンズはキャバレー外でのできごとも織り込むことを提案した。しかしプリンスはロビンズのアドバイスを無視した。ボストンにて、ジル・ハワースはキャバレーのパフォーマーであるサリー・ボウルズ役の役作りに悩んでいた。批評家たちは金髪のハワースが白いドレスを着ているのは安ナイトクラブというよりもまるで高校生のプロムのようだと評した。
プリンスの演出は通常とは違っていた。会場に観客が入ると、幕はすでに上がっており、舞台上には会場を映す大きな鏡があるのみで あった。序曲はなく、ドラム・ロールとシンバルが開幕を知らせた。音楽にのせた台詞は説明として使用され、新概念となる社会的主張をするキャバレーの曲とは別であり、観客を驚かせる。しかし徐々にそれらの違いは観客に理解され、それらの背景にあるものを受容することができた。

## プロダクション

### オリジナル・ブロードウェイ・プロダクション
1966年11月20日、ブロードウェイにあるブロードハースト劇場で開幕し、インペリアル劇場に移行し、さらにブロードウェイ劇場に移行してプレビュー公演21回、本公演1,165回上演ののち1969年9月6日に閉幕した。ハロルド・プリンスが演出、ロン・フィールドが振付、ジル・ハワースがサリー役、バート・コンヴィがクリフ役、ロッテ・レーニャがフロウライン・シュナイダー役、ジャック・ギルフォードがヘア・シュルツ役、ジョエル・グレイがMC役、エドワード・ウインターがエルンスト役、ペグ・マリーがフロウライン・コスト役を務めた。のちにサリー役はアニタ・ジレット、メリッサ・ハート、クリフ役はケン・カーチヴァル、ラリー・カート、MC役はマーティン・ロスに交代した。
1967年-1968年全米ツアー公演ではメリッサ・ハートがサリー役、シーニャ・ハッソがフロウライン・シュナイダー役、レオ・フォックスがヘア・シュルツ役を務めた。コネチカット州ニューヘイブンにあるシュバート劇場、ロサンゼルスにあるアーマンソン劇場のほか、オハイオ州クリーブランド、メリーランド州ボルチモア、ジョージア州アトランタで上演した。

### オリジナル・ロンドン・プロダクション
1968年2月28日、ウエスト・エンドにあるパレス劇場で開幕した。ジュディ・デンチがサリー役、ケヴィン・コルソンがクリフ役、バリー・デナンがMC役、リラ・ケドロヴァがフロウライン・シュナイダー役、ピーター・サリスがヘア・シュルツ役を務めた。336回上演された。

### 1986年、ロンドン再演
1986年、ロンドンにあるストランド劇場で上演された。ギリアン・ラインが演出および振付、ケリー・ハンターがサリー役、ピーター・ランドがクリフ役、ウェイン・スリープがMC役を務めた。

### 1987年、ブロードウェイ再演
1987年10月22日、ブロードウェイ再演が開幕した。初演と同じくハロルド・プリンスが演出、ロン・フィールドが振付を務めた。インペリアル劇場で開幕したが、ミンスコフ劇場に移行し、261回上演した。ジョエル・グレイが一番手としてMC役を再演し、アリソン・リードがサリー役、グレッグ・エデルマンがクリフ役、レジーナ・レスニックがフロウライン・シュナイダー役、ワーナー・クレンペラーがヘア・シュルツ役、デイヴィッド・ストーラーがエルンスト・ラドウィグ役を務めた。クリフ役に曲『Don't Go 』が追加された。

### 1993年、ロンドン再々演
1993年、サム・メンデスが演出した新たなプロダクションがロンドンのウエスト・エンドにあるドンマー・ウエアハウスで開幕した。ジェーン・ホロックスがサリー役、アダム・ゴドリーがクリフ役、アラン・カミングがMC役、サラ・ケステルマンがフロウライン・シュナイダー役を務めた。カミングはローレンス・オリヴィエ賞にノミネートされ、ケステルマンはオリヴィエ賞ミュージカル助演賞を受賞した。メンデスのコンセプトはオリジナルとも再演とも全く違うものであった。
最大の違いはMCのキャラクターであった。初演、再演共にジョエル・グレイが演じたこの役はタキシードを着て頬が赤い、無性的でエッジのきいたキャラクターであった。カミングの描写は性的で上半身裸でサスペンダーをしていた。
演出も違い、男声コーラスの『Tomorrow Belongs To Me 』は、ボーイソプラノの録音をMCが流す形となった。最後のシーンではMCが衣裳を脱ぐと、強制収容所収容者が着用する縞模様の服となった。ユダヤ人であることを示す黄色のバッジと同性愛者であることを示すピンク・トライアングルを付けられていた。またクリフがキャバレーのボーイにキスをするなどバイセクシャルの描写も追加された。オリジナルで使用され、再演でカットされた『I Don't Care Much 』は復活され、映画版の『Mein Herr 』が追加された。

### 1998年、ブロードウェイ再々演
1993年のロンドン再々演を基にしたブロードウェイ再々演が行われた。ロブ・マーシャルが共同演出および共同振付として参加した。プレビュー公演37回の後、1998年3月19日、かつてヘンリー・ミラー劇場として知られたクラブ・エキスポ内に設置されたキットカット・クラブで正式に開幕した。同年終盤、スタジオ54に移行して2,377回上演し、『シカゴ』、『オー!カルカッタ!』に続きブロードウェイ・ミュージカル史上3番目のロングラン再演公演となった。カミングがMC役を再演し、ナターシャ・リチャードソンがサリー役、ジョン・ベンジャミン・ヒッキーがクリフ役、ロン・リフキンがヘア・シュルツ役、デニス・オヘアがエルンスト・ラドウィグ役、ミシェル・パークがフロウライン・コスト役、メアリー・ルイス・ウィルソンがフロウライン・シュナイダー役に配役された。トニー賞10部門にノミネートされ、再演ミュージカル作品賞のほか、カミングが主演男優賞、リチャードソンが主演女優賞、リフキンが助演男優賞を受賞した。上演中の主な交代を以下に示す: ジェニファー・ジェイソン・リー、スーザン・イーガン、ジョリー・フィッシャー、ジーナ・ガーション、デボラ・ギブソン、テリー・ハッチャー、メリーナ・カナカレデス、ジェーン・リーヴス、モリー・リングウォルド、ブルック・シールズ、リー・トンプソンがサリー役。マイケル・C・ホール、ラウル・エスパルザ、ニール・パトリック・ハリス、アダム・パスカル、ジョン・セカダ、ノーバート・レオ・バッツ、ジョン・ステイモスがMC役。ボイド・ゲインズ、マイケル・ヘイデンがクリフ役、トム・ボズリ、ディック・ラテッサ、ハル・リンデン、ローレンス・ラッキンビル、トニー・ロバーツがヘア・シュルツ役。ブレア・ブラウン、ポリー・バーゲン、マリエット・ハートレイ、キャロル・シェリーがフロウライン・シュナイダー役。
1993年の再演版と1998年の再々演は製作チームがほぼ重なっているが、多くの変更があった。クラブでの曲『Two Ladies 』はMC、キャバレー・ガール2人のほか、女装のキャバレー・ボーイも参加し、影絵での演出が行われた。音楽は全て編曲しなおされ、シンセサイザー効果、キャバレー・ガールおよびボーイによるステージ・バンドなどが使用された。貧困、絶望、飢餓を嘲る激しい風刺の『Sitting Pretty 』は1972年の映画版ではインストゥルメンタルで演奏され、1993年の再演版では1987年のロンドン公演と同様に『Money 』と合わせて演奏されていたが、1998年の再々演ではカットされ、『Money 』は単独で演奏された。映画版で使用された『Maybe This Time 』が1998年再々演に追加された。

### 2006年、ロンドン再々々演
2006年9月、リリック劇場にて新たなプロダクションが開幕した。ルファス・ノリスが演出、アナ・マクスウェル・マーティンがサリー役、ジェームズ・ドレイファスがMC役、ハリエット・ソープがフロウライン・コスト役、シェリア・ハンコックがフロウライン・シュナイダー役を務めた。ハンコックはオリヴィエ賞ミュージカル助演賞を受賞した。のちにキム・メドカフ、エイミー・ナトールがサリー役、オナー・ブラックマン、アンジェラ・リチャーズがフロウライン・シュナイダー役、ジュリアン・クラリー、アリスター・マクガワンがMC役で交代した。2008年6月に閉幕し、2年かけて全米ツアー公演を行なった。ツアー公演ではウェイン・スリープがMC役、サマンサ・バークス、ショバン・ディロンがサリー役を務めた。

### 2012年、ロンドン再々々々演
ブロムリー、サウサンプトン、ノッティンガム、ノリッジ、サルフォードなどを巡る4週間のイギリス・ツアー公演の後、2012年10月3日、ウエスト・エンドにあるサヴォイ劇場でロンドン再々々々演が行われた。ウィル・ヤングがMC役、ミシェル・ライアンがサリー役を務めた。2012年8月10日、スラン・フィリップス、ハリエット・ソープ、マット・ラウルも出演することが発表された。2006年のロンドン再々々演の製作チームが再度製作することになったが、違う装置、照明、衣裳、振付、演出を用いた。2012年版はよりコメディ風になったが、1931年のドイツの厳しさは残された。2013年8月、ヤングがMC役、ショバン・ディロンがサリー役を再演し、リン・ポウルがフロウライン・シュナイダー役で再度ツアー公演を行なった。

### 2014年、ブロードウェイ再々々演
2013年9月、ランダバウト・シアター・カンパニーは1998年のスタジオ54で好評であった公演の再演計画を発表した。再びメンデスが演出、マーシャルが共同演出兼振付を担当した。アラン・カミングがMC役を再演し、アカデミー賞ノミネートのミシェル・ウィリアムズがサリー役でブロードウェイ・デビューを果たした。2013年10月7日、トニー賞ノミネートのダニー・バースタインがヘア・シュルツ役、リンダ・エモンドがフロウライン・シュナイダー役で参加した。2014年3月21日からプレビュー公演、4月24日から24週間限定で上演されたが、のちに36週間に延長された。
2014年8月21日、サリー役のウィリアムズが11月9日に降板し、2015年2月1日までエマ・ストーンがサリー役を演じ、3月の閉幕までカミングはMC役を続行することが発表された。2015年1月5日、ランダバウト・シアター・カンパニーはストーンの出演が2月15日まで延長されたことを発表した。2月17日から3月29日の閉幕までシエナ・ミラーがストーンの後続でサリー役を演じた。

### 他のプロダクション
1996年、BBCラジオ2はゴルダーズ・グリーン劇場からクレア・バートがサリー役、スティーヴン・バーコフがMC役、アレックス・ハンソンがクリフォード・ブラッドショウ役、キース・マイケルがヘア・シュルツ役、ローズマリー・リーチがフロウライン・シュナイダー役でラジオ放送を行なった。
2003年よりコロンビア、カナダ、マレーシア、ブラジル、南アフリカ、メキシコ、メルボルン、ペルー、フランス、ベネズエラ、セルビア、スペイン、アルゼンチン、イスラエル、ギリシャなど海外での公演が成功をおさめ、そのほとんどがメンデスのコンセプトに影響を受けたものであった。2008年、カナダのオンタリオ州ストラトフォードで開催されたストラトフォード・フェスティバルにおいてエイヴォン劇場でダグラス・パラシュクがデザイン、アマンダ・デナートが演出、ブルース・ドウがMC役、トリシュ・リンドストロムがサリー役、ショーン・アーバックルがクリフ役、ノラ・マクルランがフロウライン・シュナイダー役、フランク・ムーアがヘア・シュルツ役を務め、パワフルな上演を行なった。
2014年度、オンタリオ州のナイアガラオンザレイクで行われたショー・フェスティバルにおいて『キャバレー』などが上演された。2014年4月10日から10月26日までフェスティバル劇場で上演され、ピーター・ヒントンがメンデスの影響を受けた演出を行ない、デニス・クラークが振付、ホワン・チョランがMC役、デボラ・ヘイがサリー役、グレイ・パウエルがクリフ役、ベネディクト・キャンベルがヘア・シュルツ役、コリン・コスロがフロウライン・シュナイダー役、ジェイ・ターヴィがエルンスト役を務めた。
2017年、オーストラリア・ツアー公演が新たな演出で上演される。ポール・カプシスがMC役、チェルシー・ギブがサリー役を演じる。

### 日本における舞台公演
1982年（日本初演）
- 博品館劇場で上演。
- 演出は渡辺浩子、順みつき主演 共演は尾藤イサオ

1993、1995年
- 前田美波里主演、市村正親、草刈正雄など

2004年
- 真矢みき、錦織一清主演

2007年
- 青山劇場、愛知厚生年金会館、大阪厚生年金会館大ホールで上演。
- 演出は松尾スズキが担当。

2010年
- 日生劇場にて上演。
- 修辞、訳詞、演出は小池修一郎が担当。

2012年
- 日生劇場にて上演。
- 2010年版と同じく、修辞、訳詞、演出を小池が担当。

2017年
- パルコプロデュースにて上演。演出を松尾スズキが担当。
- EX TEHATER ROPPONGIほか、横浜、大阪、仙台、愛知、福岡で上演予定。
- キット・カット・クラブのシンガーとダンサーはオーディションで決定。

|                                        | 2004年   | 2007年     | 2010年     | 2012年     | 2017年     |
| -------------------------------------- | -------- | ---------- | ---------- | ---------- | ---------- |
| サリー・ボウルズ                       | 真矢みき | 松雪泰子   | 藤原紀香   | 藤原紀香   | 長澤まさみ |
| MC                                     | 錦織一清 | 阿部サダヲ | 諸星和己   | 諸星和己   | 石丸幹二   |
| クリフォード・ブラッドショー（クリフ） | 岡本健一 | 森山未來   | 阿部力     | 大貫勇輔   | 小池徹平   |
| シュナイダー夫人                       | 今陽子   | 秋山菜津子 | 杜けあき   | 杜けあき   | 秋山菜津子 |
| シュルツ                               | 上條恒彦 | 小松和重   | 木場勝己   | 木場勝己   | 小松和重   |
| エルンスト                             | 新納慎也 | 村杉蝉之介 | 戸井勝海   | 増沢望     | 村杉蝉之介 |
| コスト                                 |          | 平岩紙     | 高嶺ふぶき | 高嶺ふぶき | 平岩紙     |

### 日本語文献
- 『キャバレー　勝田安彦ドラマシアターシリーズ』カモミール社、2006年

副題:ジョン・ヴァン・ドルーテンの戯曲とクリストファー・イシャーウッドの短編集に基づく

## あらすじ

### 第1幕
1930年代初頭のベルリンでは国家社会主義ドイツ労働党が力をつけてきている。いかがわしいキャバレーのキットカット・クラブはデカダンスな場所である。クラブのMCはキャバレー・ガールズやウェイターたちと客席を温める("Willkommen")。若いアメリカ人作家のクリフ・ブラッドショウがベルリンでの新作小説執筆のため駅に到着する。ドイツ人のエルンスト・ラドウィグはクリフに仕事を頼み、下宿を紹介する。下宿でフロウライン・シュナイダーは100マルクの部屋を紹介するが、クリフは50マルクしか払えない。話し合いの末、フロウラインが折れてクリフを50マルクで住まわせる。フロウラインは人生の全てに学びがあることを知っているのである("So What?")。
クリフがキットカット・クラブを訪れると、MCはイギリス人歌手サリーを紹介し、サリーはきわどく誘惑するような曲を歌う("Don't Tell Mama")。その後サリーはクリフに詩を暗唱してくれるよう頼み、クリフは『ケイシー打席に立つ』を暗唱する。クリフはサリーに家に連れて行ってくれるよう頼むが、サリーはクラブのオーナーでボーイフレンドのマックスが嫉妬するからと断る。サリーは仲間たちと共に最後の曲を歌う("Mein Herr")。各テーブルに設置された電話で呼び合い、キャバレーの店員たちが飲んで歌い踊る("The Telephone Song")。
翌日、クリフはエルンストに英語のレッスンをするが、サリーの到着と同時に終わる。マックスはサリーと別れてクビにし、住む所もないためクリフに同居を頼む。最初クリフは断るが、サリーはクリフとフロウラインをなんとか説得する("Perfectly Marvelous")。MCと2人の女性がクリフとサリーの奇妙な関係を歌う("Two Ladies")。年配のユダヤ人の果物店店主であるヘア・シュルツもこの下宿に住んでおり、フロウラインにパイナップルをプレゼントする("It Couldn't Please Me More")。キットカット・クラブでは若いウェイターが愛国心に満ちた曲を歌うが、徐々に暗く不快なナチス風行進曲になっていく("Tomorrow Belongs to Me")。最初はアカペラだが、次第にクラブの客やバンドが参加する(1998年版と2014年版ではMCがボーイソプラノの録音を流す)。
数か月後、クリフとサリーはまだ共に住んでおり、恋に落ちる。クリフは夢のようだと思いながらもサリーとの共同生活を謳歌する("Why Should I Wake Up?")。サリーは妊娠を明かすが、父親が誰かわからず、渋々中絶を決心する。クリフは自分の子だろうと語り、出産させようとする。エルンストがやってきてクリフにパリで荷物を受け取り、ベルリンの客に渡す儲け話を頼む。MCは楽な儲け話について歌う("Sitting Pretty"/"Money")。
一方、フロウライン・シュナイダーはたなこのフロウライン・コストに水夫を連れ込んだことを注意するが、逆に出て行くと脅される。フロウライン・コストはフロウライン・シュナイダーがヘア・シュルツと一緒に部屋にいたのを見たと語る。ヘア・シュルツはフロウライン・シュナイダーと3週間以内に結婚するのだとフロウライン・コストに語りフロウライン・シュナイダーを守ろうとする。フロウライン・コストがいなくなった後、フロウライン・シュナイダーはヘア・シュルツに嘘をついてまで守ってくれたことを感謝する。ヘア・シュルツは本気だったとしてフロウライン・シュナイダーにプロポーズする ("Married")。
フロウライン・シュナイダーとヘア・シュルツの婚約パーティの後、クリフが到着してエルンストに荷物を渡す。ほろ酔いのヘア・シュルツはイディッシュ語で醜い、変な見た目という意味の題名の曲で道徳を歌う("Meeskite")。「大なり小なり愛のために責任を取る者は全く醜くはない」。その後、フロウライン・シュナイダーに仕返ししようとしていたフロウライン・コストはナチスの腕章を付けたエルンストにシュルツはユダヤ人だと語る。エルンストはフロウライン・シュナイダーにユダヤ人と結婚するのは賢明でないと警告する。フロウライン・コストはクリフ、サリー、フロウライン・シュナイダー、ヘア・シュルツ、MCが見守る中、よりナチスの色合いが濃い『"Tomorrow Belongs to Me"』を歌う。

### 第2幕
女装したMCはキャバレー・ガールズと共にラインダンスを踊るが、最終的にガチョウ足行進になる。ヘア・シュルツは前向きであるが、フロウライン・シュナイダーはヘア・シュルツと一緒になることを悩む("Married" (Reprise))。ヘア・シュルツの果物店の窓を破ってレンガが投げ込まれる。シュルツはフロウライン・シュナイダーを安心させようとし、子供のいたずらだろうと語るがフロウライン・シュナイダーは恐れを払拭することができない。
キットカット・クラブではMCがゴリラの着ぐるみを着た女性店員と世界中の誰も認めない愛について歌い踊る("If You Could See Her")。クラブの客からもっと心を開けと勇気づけられ、MCは「私の目を通して彼女を見れば、彼女は全然ユダヤ人ではない」として雌ゴリラを守る(容易に偏見の目で見ることを観客に気付かせる目的の台詞であったが、ボストン公演でユダヤ人団体から抗議とボイコットが起こり「彼女は全く醜く(Meeskite)ない」と変えた)。フロウライン・シュナイダーはクリフとサリーの部屋に行って婚約祝いを返し、婚約破棄について説明する。クリフがそう簡単に諦められるのかと抗議すると、フロウライン・シュナイダーはそれならどうしたら良いのかと尋ねる("What Would You Do?")。
クリフはサリーにアメリカに共に帰国し子供を育てようと語る。サリーはベルリンでの生活の方が良いではないかと語り、クリフは厳しく「目を覚ませ」と反論し、周囲の不安材料は大きくなってきていると注意する。サリーは自分たちに政治は関係ないと言い返す。口論の後、サリーはクラブへ戻る("I Don't Care Much") (1998年ブロードウェイ版、2012年ロンドン版ではサリーはクリフの部屋を出る前にコカインを摂取する)。キットカット・クラブで再度サリーとクリフは口論し、クリフはエルンストに呼び止められて再度荷物の仕事を持ちかけられる。クリフはエルンストを追い出そうとするが、エルンストがクリフはまるでユダヤ人だと語ると、クリフはエルンストに殴りかかるがナチス親衛隊に酷く殴られ引きずり出される。舞台でMCはサリーを紹介し、サリーは「人生はキャバレー。古い親友」と歌い、気楽に何にも縛られず自由に生きる決意を固める("Cabaret")。
翌朝、ヘア・シュルツが訪れると傷だらけのクリフを見つける。ヘア・シュルツはクリフに別の下宿を探すとし、悪い時はすぐに過ぎていくだろうと語る。ヘア ・シュルツはドイツ人に理解を示し、自分もドイツ人だからだと語る。サリーが戻り、中絶したと明かし、クリフはサリーを殴る。クリフはまだサリーが共に帰国してくれることを望むが、サリーは「いつもパリが嫌いだった」として、クリフの作家としての成功を祈り、クリフはその小説をサリーに捧げると語り、傷心のまま立ち去る。
パリへ向かう電車の中、クリフは経験を反映した小説の執筆を始める。「そこにはキャバレーがあり、MCがいて…そしてドイツという国のベルリンという街で…そしてそれは世界の果てだった」("Willkommen" Reprise)。キットカット・クラブではMCが観客を迎え入れる(1998年版ではMCがコートを脱ぐとユダヤ人を示す黄色のダビデの星と同性愛者を示すピンク・トライアングルのついた強制収容所の制服となり、白い背景幕が上がる。キャバレー店員は"Willkommen"を歌うが、MCの厳しく暴力的なドイツ語の別れの挨拶がありドラムロールのクレッシェンドとシンバルで終わる)。

## 登場人物
- MC – キットカット・クラブの司会者で、いやらしく、残忍、派手。
- サリー・ボウルズ – キットカット・クラブのイギリス人スター歌手。
- クリフォード"クリフ"ブラッドショウ – ベルリンにやってきたアメリカ人作家。
- フロウライン・シュナイダー – クリフとサリーが住む下宿屋を運営する年配の女性。
- ヘア・シュルツ – 年配のユダヤ人果物店店主。フロウライン・シュナイダーと恋に落ちる。
- エルンスト・ラドウィグ – クリフと友人になるドイツ人。のちにナチスであることが明かされる。
- フロウライン・コスト – フロウライン・シュナイダーの下宿に住む売春婦。
- ロジー、ルル、フレンチー、テキサス、フリッチー、ヘルガ – キットカット・クラブでサリーと共に出演する女性たち。
- ボビー、ヴィクター、ハンス、ヘルマン – キットカット・クラブのボーイ。(ボビーとヴィクターは双子)
- ナチ・ユース – ナチスに参加する少年。
- 船員1、2 – フロウライン・コストの客
- ナチス親衛隊 – キットカット・クラブでのエルンストのボディガード
- マックス – キットカット・クラブのオーナー。

## 楽曲
全てのプロダクションが変更、カット、映画版からの追加などの変更を加えたオリジナル・スコアを使用している。主なプロダクションで使用された全ての楽曲を以下に示す。
| 第1幕 - "Willkommen" – MC、カンパニー - "So What?" – フロウライン・シュナイダー - "Telephone Song/Telephone Dance" – クリフ、カンパニー - "Don't Tell Mama" – サリー、キットカット・ガールズ - "Mein Herr" – サリー - "Perfectly Marvelous" – サリー、クリフ - "Two Ladies" – MC、女性2人 - "It Couldn't Please Me More (A Pineapple)" – フロウライン・シュナイダー、ヘア・シュルツ - "Tomorrow Belongs to Me" – ナチ・ユース/ウェイターたち/MC - "Why Should I Wake Up?" – クリフ - "Don't Go" – クリフ - "Maybe This Time" – サリー - "Sitting Pretty" – MC、ガールズ - "Money" – MC、カンパニー - "Married" – ヘア・シュルツ、フロウライン・シュナイダー - "Meeskite" – ヘア・シュルツ、サリー - "Tomorrow Belongs to Me" (Reprise) – フロウライン・コスト、エルンスト・ラドウィグ、カンパニー | 第2幕 - "Entr'acte" / "Kickline" – MC、ガールズ - "Married" (Reprise) – ヘア・シュルツ - "If You Could See Her (The Gorilla Song)" – MC - "What Would You Do?" – フロウライン・シュナイダー - "I Don't Care Much" – MC - "Cabaret" – サリー - "Willkommen (Reprise)" / "Finale Ultimo" – MC、クリフ、カンパニー |

### 変更
- "Telephone Song"は1998年版、2012年版でカットされ、2014年版では"Mein Herr"に置き換えられた。
- "Two Ladies"は1998年版、2014年版では2人の女性のうち1人がボビーに置き換えられた。
- "Tomorrow Belongs to Me"はキャバレーのウェイターたちが歌っていたが、1998年版と2014年版ではボーイテナーが蓄音機から流れ、主役が最後の言葉を発する。
- "Don't Go"は1987年版では"Why Should I Wake Up?"と置き換えられたが、その後スコアから外された。
- "Maybe This Time"は映画版で使用されていたが、1998年版、2012年版、2014年版で追加された。
- "Money"は映画版で使用されていたが、1987年版では"Sitting Pretty"とミックスされ、1998年版、2014年版では"Sitting Pretty"と置き換えられた。
- "Married"は映画版で使用されたが、1998年版で最初の2節を英語、その後ドイツ語でフロライン・コストが歌う。
- "Meeskite"は1987年版、1998年版、2012年版、2014年版でカットされた。
- "Married (Reprise)"は2012年版でカットされた。
- "I Don't Care Much"は1987年版、1998年版、2012年版、2014年版で追加された。

### 音楽についての特記事項
当初序曲を使用することが計画されたが、"Willkommen"だけが残った。削除された曲の1つ"I Don't Care Much"は1987年版で復帰された。"Roommates"は"Perfectly Marvelous"に置き換えられたが、どちらもサリーがクリフに同居を説得するものであった。"Good Time Charlie"はフロウライン・シュナイダーとヘア・シュルツの婚約パーティに向かう際にサリーが不機嫌で悲観的なクリフをからかって歌う曲であった。「あなたはなんて道楽者なの/これからどうする/いつも遊んでばかり」。"It'll All Blow Over"は第1幕最後に計画されていた。フロウライン・シュナイダーはユダヤ人と結婚するのは賢明でないと心配し、クリフは街のナチズムの拡大を心配する。曲中サリーは彼らに何も心配することはない、最後には全てうまくいくと語る。サリーはクリフとフロウライン・シュナイダーに共に歌わせる(この曲と"Roommates"はオスティナートで演奏されることがある)。これらのカットされた3曲はケンダーとエブにより録音され、ヴォーカル・セレクションの『The Complete Cabaret Collection 』に掲載されている。
1972年の映画版に作曲された"Mein Herr"と、ケンダーとエブがミュージカル『Golden Gate 』(未公開)のために作曲した"Maybe This Time"が1998年版で追加された。この公演で"Mein Herr"は"Don't Tell Mama"の前で短く演奏された"The Telephone Song"に置き換えられる予定であった。"Maybe This Time"は"Why Should I Wake Up?"に置き換えられ、サリーが自分の気持ちを歌った。ただしどちらの曲も2006年版で使用された。1987年版ではクリフの"Don't Go"が新たに作曲された。
"Money"は2種類の曲が存在する。当初"Sitting Pretty"はMCが歌い、キャバレー・ガールズがロシアのルーブル、日本の円、フランスのフラン、アメリカのドル、ドイツのライヒスマルクと各国の貨幣を模した衣裳でコーラスをした。映画版では"Money, Money"に置き換えられ、MCとサリーが歌った。しかし映画版では"Sitting Pretty"も短く流れる。1987年版では両方の曲のメドレーであるスペシャル・バージョンが使用され、"Money, Money"のモチーフが"Sitting Pretty"の「インターナショナル・ダンス」に組み込まれた。1998年版では映画版のために作曲された"Money, Money"のみが使用された。MCとサリーの他にキャバレー・ガールズが加わり、より暗く卑猥になった。

### レコーディング
最初のオリジナル・キャスト・アルバムは容量の関係で"Sitting Pretty"/"The Money Song"など大幅な編集が行われ、"Telephone Song"などはテンポが上げられた。CDとしてリリースされた際、ミュージカルからカットされた曲がケンダーとエブによるピアノと歌でボーナス・トラックとして収録された。
ライザ・ミネリが出演した1972年の映画版のサウンドトラックが『キャバレー』関連のアルバムで最もよく知られた作品とされているが、舞台版からは6曲のみが使用され、他は全て作曲しなおされたものである。
1968年のオリジナル・ロンドン・キャスト・レコーディングがイギリスでリリースされ、1973年、CBSエンバシーから再リリースされた。1986年版、1998年版の再演キャストでもレコーディングが行われた。
1999年、映画版やそれまでのプロダクションで使用された曲や、通常収録されないインストゥルメンタルなどが収録 された2枚組CDがリリースされた。ジョナサン・プライスがMC役、マリア・フリードマンがサリー役、グレッグ・エデルマンがクリフ役、ジュディ・デンチがフロウライン・シュナイダー役、フレッド・エブがヘア・シュルツ役を務めた。
現在、2006年-2007年のロンドン再々々演のリリック劇場公演が最新のキャスト・レコーディングである。ジェームズ・ドレイファスがMC役、アナ・マクスウェル・マーティンがサリー役を務めた。フランス・アルバム・チャートで最高107位、オランダ・アルバム・チャートで最高49位となった。
これら以外に、フランス、スペイン、ギリシャ、ユダヤ、イタリア、オーストラリア、オランダのほか、ドイツの2プロダクションがリリースしている。

### 楽器編成
主な楽器編成を以下に示す:
"ステージ・バンド"
- サックス
- トランペット
- トロンボーン
- ピアノ
- ドラム・セット

"ピット・バンド"
- リードI
- リードII
- リードIII
- トランペットI-II
- トロンボーン
- ギター
- ベース
- ピアノ
- アコーディオン
- ドラム・セット
- パーカッション
- ヴァイオリン
- ヴィオラ
- チェロ

## 受賞歴等

### オリジナル・ブロードウェイ・プロダクション
| 年   | 賞       | 部門                   | ノミネート者                     | 結果       |
| ---- | -------- | ---------------------- | -------------------------------- | ---------- |
| 1967 | トニー賞 | ミュージカル作品賞     | ミュージカル作品賞               | 受賞       |
| 1967 | トニー賞 | オリジナル楽曲賞       | ジョン・ケンダー、フレッド・エブ | 受賞       |
| 1967 | トニー賞 | ミュージカル主演男優賞 | ジャック・ギルフォード           | ノミネート |
| 1967 | トニー賞 | ミュージカル主演女優賞 | ロッテ・レーニャ                 | ノミネート |
| 1967 | トニー賞 | ミュージカル助演男優賞 | ジョエル・グレイ                 | 受賞       |
| 1967 | トニー賞 | ミュージカル助演男優賞 | エドワード・ウィンター           | ノミネート |
| 1967 | トニー賞 | ミュージカル助演女優賞 | ペグ・マリー                     | 受賞       |
| 1967 | トニー賞 | ミュージカル演出賞     | ハロルド・プリンス               | 受賞       |
| 1967 | トニー賞 | 振付賞                 | ロン・フィールド                 | 受賞       |
| 1967 | トニー賞 | 装置デザイン賞         | ボリス・アロンソン               | 受賞       |
| 1967 | トニー賞 | 衣裳デザイン賞         | パトリシア・ジプロット           | 受賞       |

### 1987年、ブロードウェイ再演
| 年   | 賞                       | 部門                   | ノミネート者           | 結果       |
| ---- | ------------------------ | ---------------------- | ---------------------- | ---------- |
| 1987 | トニー賞                 | 再演ミュージカル作品賞 | 再演ミュージカル作品賞 | ノミネート |
| 1987 | トニー賞                 | ミュージカル助演男優賞 | ワーナー・クレンペラー | ノミネート |
| 1987 | トニー賞                 | ミュージカル助演女優賞 | アリソン・リード       | ノミネート |
| 1987 | トニー賞                 | ミュージカル助演女優賞 | レジーナ・レスニック   | ノミネート |
| 1987 | ドラマ・デスク・アワード | 再演ミュージカル作品賞 | 再演ミュージカル作品賞 | ノミネート |
| 1987 | ドラマ・デスク・アワード | ミュージカル主演男優賞 | ジョエル・グレイ       | ノミネート |
| 1987 | ドラマ・デスク・アワード | ミュージカル演出賞     | ハロルド・プリンス     | ノミネート |

### 1993年、ロンドン再々演
| 年   | 賞                       | 部門                   | ノミネート者           | 結果       |
| ---- | ------------------------ | ---------------------- | ---------------------- | ---------- |
| 1994 | ローレンス・オリヴィエ賞 | 再演ミュージカル作品賞 | 再演ミュージカル作品賞 | ノミネート |
| 1994 | ローレンス・オリヴィエ賞 | ミュージカル男優賞     | アラン・カミング       | ノミネート |
| 1994 | ローレンス・オリヴィエ賞 | ミュージカル助演賞     | サラ・ケステルマン     | 受賞       |
| 1994 | ローレンス・オリヴィエ賞 | ミュージカル演出賞     | サム・メンデス         | ノミネート |

### 1998年、ブロードウェイ再々演
| 年   | 賞                       | 部門                   | ノミネート者                               | 結果       |
| ---- | ------------------------ | ---------------------- | ------------------------------------------ | ---------- |
| 1998 | トニー賞                 | 再演ミュージカル作品賞 | 再演ミュージカル作品賞                     | 受賞       |
| 1998 | トニー賞                 | ミュージカル主演男優賞 | アラン・カミング                           | 受賞       |
| 1998 | トニー賞                 | ミュージカル主演女優賞 | ナターシャ・リチャードソン                 | 受賞       |
| 1998 | トニー賞                 | ミュージカル助演男優賞 | ロン・リフキン                             | 受賞       |
| 1998 | トニー賞                 | ミュージカル助演女優賞 | メアリー・ルイズ・ウィルソン               | ノミネート |
| 1998 | トニー賞                 | ミュージカル演出賞     | サム・メンデス、ロブ・マーシャル           | ノミネート |
| 1998 | トニー賞                 | 振付賞                 | ロブ・マーシャル                           | ノミネート |
| 1998 | トニー賞                 | 編曲賞                 | マイケル・ギブソン                         | ノミネート |
| 1998 | トニー賞                 | 衣裳デザイン賞         | ウィリアム・アイヴィ・ロング               | ノミネート |
| 1998 | トニー賞                 | 照明デザイン賞         | ペギー・アイゼンハワー、マイク・ボルダサリ | ノミネート |
| 1998 | ドラマ・デスク・アワード | 再演ミュージカル作品賞 | 再演ミュージカル作品賞                     | 受賞       |
| 1998 | ドラマ・デスク・アワード | ミュージカル男優賞     | アラン・カミング                           | 受賞       |
| 1998 | ドラマ・デスク・アワード | ミュージカル女優賞     | ナターシャ・リチャードソン                 | 受賞       |
| 1998 | ドラマ・デスク・アワード | ミュージカル助演女優賞 | ミシェル・パーク                           | ノミネート |
| 1998 | ドラマ・デスク・アワード | 演出賞                 | サム・メンデス、ロブ・マーシャル           | ノミネート |
| 1998 | ドラマ・デスク・アワード | 振付賞                 | ロブ・マーシャル                           | ノミネート |
| 1998 | ドラマ・デスク・アワード | 編曲賞                 | マイケル・ギブソン                         | ノミネート |
| 1998 | ドラマ・デスク・アワード | 装置デザイン賞         | ロバート・ブリル                           | ノミネート |
| 1998 | ドラマ・デスク・アワード | 衣裳デザイン賞         | ウィリアム・アイヴィ・ロング               | ノミネート |
| 1998 | ドラマ・デスク・アワード | 照明デザイン賞         | ペギー・アイゼンハワー、マイク・ボルドサリ | ノミネート |

### 2006年、ロンドン再々々演
| 年   | 賞                       | 部門                   | ノミネート者             | 結果       |
| ---- | ------------------------ | ---------------------- | ------------------------ | ---------- |
| 2007 | ローレンス・オリヴィエ賞 | 再演ミュージカル作品賞 | 再演ミュージカル作品賞   | ノミネート |
| 2007 | ローレンス・オリヴィエ賞 | ミュージカル助演賞     | シェイラ・ハンコック     | 受賞       |
| 2007 | ローレンス・オリヴィエ賞 | 振付賞                 | ジェヴィア・ド・フルトス | 受賞       |

### 2012年、ロンドン再々々々演
| 年   | 賞                       | 部門                   | ノミネート者           | 結果       |
| ---- | ------------------------ | ---------------------- | ---------------------- | ---------- |
| 2013 | ローレンス・オリヴィエ賞 | 再演ミュージカル作品賞 | 再演ミュージカル作品賞 | ノミネート |
| 2013 | ローレンス・オリヴィエ賞 | ミュージカル男優賞     | ウィル・ヤング         | ノミネート |
| 2013 | ローレンス・オリヴィエ賞 | ミュージカル助演賞     | シアン・フィリップス   | ノミネート |

### 2014年、ブロードウェイ再々々演
| 2014 | トニー賞 |                        |                      |            |
| 2014 | トニー賞 | ミュージカル助演男優賞 | ダニー・バースタイン | ノミネート |
| 2014 | トニー賞 | ミュージカル助演女優賞 | リンダ・エモンド     | ノミネート |

## 映像化
1972年にボブ・フォッシー監督で映画化された。舞台版とはエンディングが異なる。同年度のアカデミー賞ではサリー役のライザ・ミネリの主演女優賞、舞台版と同じMC役を演じたジョエル・グレイの助演男優賞など8部門を受賞した。